# Wilhelm Reich : Les Mystères de l'organisme
Pour plus de détails, voir Fiche technique et Distribution.
Wilhelm Reich : Les Mystères de l'organisme (W.R. - Misterije organizma) est un film yougoslave réalisé par Dušan Makavejev, sorti en 1971.

## Synopsis
Ce film est, selon les propos même de son réalisateur énoncés au générique d'ouverture, « en partie, une réflexion personnelle sur la vie et les enseignements de Wilhelm Reich ».

## Fiche technique
- Titre : Wilhelm Reich : Les Mystères de l'organisme
- Titre original : W.R. - Misterije organizma
- Réalisation : Dušan Makavejev
- Scénario : Dušan Makavejev et Branko Vucicevic
- Pays d'origine : Yougoslavie
- Format : Couleur - 1,37:1 - Mono - 35 mm
- Genre : Comédie dramatique et fantastique
- Durée : 84 minutes
- Date de sortie : 1971

## Distribution
Partie américaine :
- Tuli Kupferberg : soldat américain
- Betty Dodson : elle-même
- Alexander Lowen : lui-même
- Jackie Curtis : elle-même
- Eva Reich : elle-même

Partie yougoslave :
- Milena Dravic : Milena
- Ivica Vidovic : Vladimir Ilyich
- Jagoda Kaloper : Jagoda
- Zoran Radmilovic : Radmilovic
- Miodrag Andric : soldat
- Zivka Matic : Landlady

## Distinctions
- 1971
  - Présentation à la Quinzaine des réalisateurs (en sélection parallèle du festival de Cannes 1971)[1].
  - Prix Luis Buñuel à Cannes
  - Prix FIPRESCI de la Berlinale
- 1973 : Prix de l'Âge d'or